# U-616
U-616 je bila nemška vojaška podmornica Kriegsmarine, ki je bila dejavna med drugo svetovno vojno.

## Zgodovina
Potem ko je bila nepopravljivo poškodovana v trodnevnem spopadu z ameriškimi rušilci USS Nields (DD 616), USS Gleaves (DD 423), USS Ellyson (DD 454), USS Macomb (DD 458), USS Hambleton (DD 455), USS Rodman (DD 456) in USS Emmons (DD 457) ter britanskim zračnim napadom, je posadka 17. maja 1944 namerno potopila podmornico; preživelo je vseh 53 podmorničarjev.

## Poveljniki
| Poveljniki |             |                     |                                 |
| Št.        | Čin         | Ime                 | Poveljstvo                      |
| 1.         | Nadporočnik | Johann Spindlegger  | 2. april 1942 - 7. oktober 1942 |
| 2.         | Nadporočnik | Siegfried Koitschka | 8. oktober 1942 - 17. maj 1944  |

## Tehnični podatki
| Kategorije                                    | Podatki                       |
| --------------------------------------------- | ----------------------------- |
| Teža (t): na površju pod površjem polna Teža  | 769 871 1.070                 |
| Dolžina (m) - tlačni trup (m)                 | 67,10 - 50,50                 |
| Širina (m) - tlačni trup (m)                  | 6,20 - 4,70                   |
| Izpodriv (m)                                  | 4,74                          |
| Višina (m)                                    | 9,6                           |
| Moč (hp): na površju pod podvršjem            | 3.200 750                     |
| Hitrost (vozlov): na površju pod podvršjem    | 17,7 7,6                      |
| Doseg (milja/vozel): na površju pod podvršjem | 8.500/10 80/4                 |
| Torpeda/Torpedne cevi                         | 14/5 (4 na premcu, 1 na krmi) |
| Krovni top (mm)                               | 88                            |
| Mine                                          | 26 TMA                        |
| Posadka                                       | 44-52                         |
| Maksimalni potop (m)                          | 220                           |

## Potopljene ladje
| Datum            | Ime                                      | Država              | Tonaža    | Usoda                |
| ---------------- | ---------------------------------------- | ------------------- | --------- | -------------------- |
| 9. oktober 1943  | USS Buck (DD 420) (rušilec)              | ZDA                 | 1.570 BRT | potopljena (torpedo) |
| 11. oktober 1943 | HMS LCT-553 (izkrcevalno-desantna ladja) | Združeno kraljestvo | 611 BRT   | potopljena (torpedo) |